# Chrysanthrax panamensis
Chrysanthrax panamensis är en tvåvingeart som beskrevs av Neal L. Evenhuis och Greathead 1999. Chrysanthrax panamensis ingår i släktet Chrysanthrax och familjen svävflugor.
Artens utbredningsområde är Panama. Inga underarter finns listade i Catalogue of Life.